# Адріан Зандберг
Адріан Тадеуш Зандберг (пол. Adrian Tadeusz Zandberg, нар. 4 грудня 1979 року в Ольборг (дан. Aalborg), Данія) — польський історик і вчений, доктор гуманітарних наук і політик лівого спрямування, член правління партії «Razem». Кандидат на посаду Президента Польщі в 2025 році.
Його батьки переїхали 1967 року з Польщі до Данії, де Адріан Зандберг народився у 1979 році. 1985 року його сім'я переїхала назад до Польщі.
Після вивчення історії у Варшавському університеті, він здобув докторський ступінь, захистивши дисертацію про громадські організації і рухи навколо соціал-демократичних партій у Німеччині і Великій Британії перед Першою світовою війною. Також вивчав інформатику в польсько-японський академії інформаційних технологій. Професійно працює програмістом.
Будучи студентом, він присвятив себе політиці. В «Gazeta Wyborcza» за 14 листопада 2001 року опублікував статтю на тему соціальної справедливості в Польщі, написано разом із колишнім дисидентом і громадянським активістом Яцеком Куронем (1934—2004),.
Незважаючи на те, що Зандберг був засновником Федерації молодих соціалістів, а також обраний головою молодіжної організації «Unia Pracy», він майже ніколи не з'являвся в засобах масової інформації.
У 2015 році, перед загальними виборами став політично активним. Був обраний у складі дев'яти членів Ради новоствореної партії «Partia Razem». 20 жовтня 2015 року брав участь у теледебатах напередодні парламентських виборів, які відбулися 25 жовтня 2015 року. Представляв одну з вісьмох сторін і мав невеликі шанси на успіх. При цьому став єдиним учасником дискусії, який висловлювався на користь безумовного визнання біженців з Сирії. У деяких польських ЗМІ цей досі невідомий молодий політик був оголошений переможцем дебатів.
Адріан Зандберг зайняв перше місце у Варшавському списку кандидатів «Partia Razem» на виборах до Сейму 2015 року.
Його суперечлива заява принесла партії несподіваний успіх — 3,62 відсотка замість очікуваних 1,2 відсотка.
Адріан Зандберг отримав 49 711 голосів електорату, тобто 4,538 % всіх голосів, поданих у Варшаві.
Одружений, має двох дітей.